# 馬自達綜合汽車試驗場
馬自達汽車綜合試驗場共有4座，全部位於日本境內。

## 三次汽車試驗場
座標方位：34°47′52″N 132°52′1″E / 34.79778°N 132.86694°E

1965年6月建立的三次汽車試驗場位於廣島縣三次市，土地總面積為1,667,000平方公尺。該試驗場主要用來開發新產品，測試新車的行駛、轉彎、煞停等性能。
馬自達的第六任社長山本健一在該試驗場內的跑道上樹立了一塊「永不滿足的挑戰」（原文作：飽くなき挑戦）的石碑。

## 美禰汽車試驗場
座標方位：34°8′35″N 131°6′18″E / 34.14306°N 131.10500°E

2006年5月設立的美禰汽車試驗場位在山口縣美禰市，土地總面積601,683平方公尺，建築物總面積6,128.91平方公尺。主要建築除了辦公大樓外，尚包括3.3公里環型跑道、控制塔樓、金卡納賽道場、維修區、看台等。該試驗場主要用來測試車輛的操控平穩性、舒適性的界線，馬自達計畫再增設大型翻滾試驗場、作為迴旋性能測試的高速直線道、作為制動系統評估的高速爬坡道與低摩擦係數路面等硬體設施。

## 北海道劍淵試驗場
1990年1月設立的北海道劍淵試驗場位於北海道上川郡劍淵町，土地面積4,700,000平方公尺。該場地主要用來測試在嚴寒氣候條件中車輛的4WD、ABS防鎖死煞車系统、TCS循跡控制系統、DSC動態穩定控制系統等行車安全設計；對應雪災的技術開發；汽車性能的測試等。

## 北海道中札內試驗場
2002年1月設置的北海道中札內試驗場座落於北海道河西郡中札內村，土地面積260,000平方公尺。和前者一樣，主要用來測試在嚴寒氣候條件中車輛的4WD、ABS防鎖死煞車系统、TCS循跡控制系統、DSC動態穩定控制系統等行車安全設計。

## 外部連結
- （日語）【MAZDA】研究開発拠点